# PGC 48230
LEDA/PGC 48230 ist eine Linsenförmige Galaxie im Sternbild Bärenhüter am Nordsternhimmel. Sie ist schätzungsweise 395 Millionen Lichtjahre von der Milchstraße entfernt und hat einen Durchmesser von etwa 75.000 Lichtjahren. 
Im selben Himmelsareal befinden sich unter anderem die Galaxien IC 4313, IC 4314, PGC 1785026, PGC 1788539.